# Fort du Haut-Buc
Le fort du Haut-Buc est situé dans la commune de Buc, dans les Yvelines. C’est un ancien fort militaire, construit de 1874 à 1879. Il fait partie d'un ensemble comptant deux forts, dont celui de Villeras outre l'ouvrage de Buc, complété par un dispositif de cinq ouvrages périphériques : la batterie de la Porte du Désert, la batterie de la station de St-Cyr, la batterie du Ravin-de-Bouviers, l'ouvrage des Docks, et la batterie de Bouviers.

## Géographie
La commune de Buc se situe à 21 km au sud-ouest de Paris. Le fort se trouve sur le plateau de Saclay à environ 160 mètres d’altitude.

## Histoire

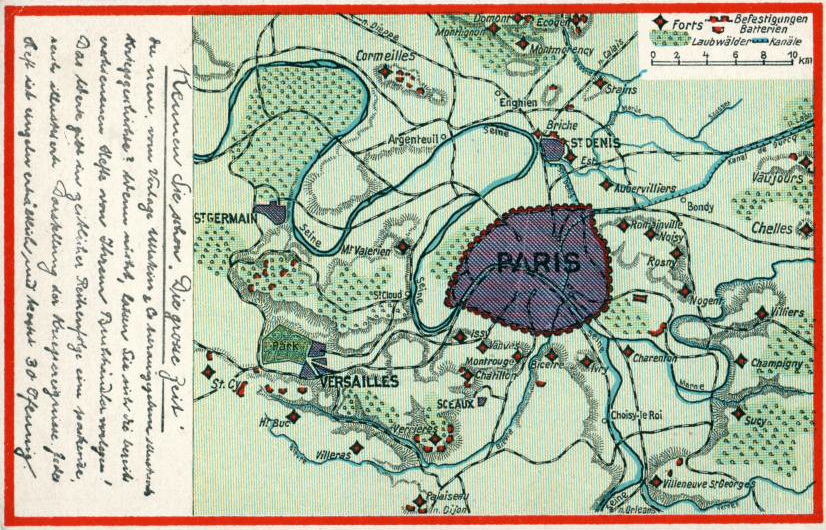
Carte postale allemande antérieure à la guerre de 1914-18, montrant l’ensemble du système défensif du camp retranché de Paris.

En 1870, la France est en partie occupée par les armées prussiennes. À la suite de cette défaite, on met en place le système Séré de Rivières qui comprend notamment la construction de fortifications pour défendre Paris. Au total, ce sont 18 forts, 5 redoutes et 34 batteries qui ont été construits entre 1874 et 1881.
L'un de ces forts est celui du Haut-Buc, achevé en 1879.
Le fort de Haut-Buc fait partie d'un ensemble composé de deux forts, le fort de Villeras situé à Saclay et le fort de Haut Buc, avec cinq ouvrages périphériques : la batterie de la porte du Désert, aujourd'hui détruite, la batterie de la station de Saint-Cyr, en partie détruite, la batterie de Bouviers, située à Guyancourt et réhabilitée en 2006, l'ouvrage des Docks et la batterie du Ravin-de-Bouviers, située à Satory et laissée à l'abandon.

## Description
Grand fort trapézoïdal à cavalier pour 820 hommes et 56 pièces, il croisait ses feux avec le fort de Villeras dont la physionomie est assez proche. La porte de contrescarpe et celle d'escarpe possèdent encore leurs éléments d'origine sauf le pont roulant escamotable latéralement dont toute trace a disparu et l'accès à son local de retrait comblé. Dans la contrescarpe, on peut encore voir deux écuries avec leurs auges. 
La gorge est défendue par deux coffres de courtine assez singuliers en ce sens qu’ils paraissent avoir été prévus pour trois pièces, mais qu’en dernière minute, on aurait renoncé à la cave à canon extérieure pour la transformer en casemate à ciel ouvert communiquant avec l’escarpe demi-détachée. Un passage couvert à voûte en arc segmentaire permet de gagner le pavillon des officiers. Ce dernier comprend quatre casemates à tir indirect, soit une de part et d'autre et deux au centre. Il ne comporte qu'un seul niveau de chambrées, tandis que le casernement de la troupe aligne neuf travées (+ deux demies) à trois niveaux.
Derrière chacun des petits fronts, un grand magasin à poudre est aménagé sous voûtes. Le local de stockage de ces magasins comprend une porte dans chacun de ses petits côtés. Précédés d’un sas assez imposant, ils possèdent encore leurs huisseries d'origine. Certaines traverses de la batterie basse sont enrobées. 
Les caponnières sont à trois embrasures par flanc. Plusieurs monte-charges débouchent dans des abris sous traverse et plusieurs traverses du cavalier peuvent le cas échéant devenir des casemates à tir direct. 
Un plan des dessus sur lequel les traverses-abris sont numérotées, en indique pas moins de 39 dont treize pour le seul cavalier. Un projet de 1911, jamais concrétisé, y prévoyait une tourelle de 75 mm et une autre pour deux mitrailleuses, un abri bétonné et des coffres de contrescarpe. Le fort a subi des dégâts consécutifs aux combats d’août 1944. 
De nos jours, tout le front I-II, aileron du saillant II compris, a disparu, remblayé ou détruit. La caponnière double du saillant III est complètement dénaturée, mais sa gaine de descente est pourvue d’un puits de lumière avec deux faces encore carrelées. L’intérieur a subi de nombreux aménagements post seconde guerre mondiale à la suite de l'occupation par la société Thomson. L’ouvrage n'est plus à l'abandon et est fermé au public.